# Deronectes angulipennis
Deronectes angulipennis là một loài bọ cánh cứng trong họ Bọ nước. Loài này được Peyron miêu tả khoa học năm 1858.